# Il conquistatore dell'India
Il conquistatore dell'India (Clive of India) è un film del 1935 diretto da Richard Boleslawski.
È un film d'avventura statunitense a sfondo biografico con Loretta Young, Ronald Colman, C. Aubrey Smith e Montagu Love. È basato sull'opera teatrale del 1933 Clive of India di W. P. Lipscomb e R. J. Minney e sul romanzo omonimo del 1931 ed è incentrato sulla vita di Robert Clive, governatore del Bengala.

## Produzione
Il film, diretto da Richard Boleslawski su una sceneggiatura di R.J. Minney e W.P. Lipscomb con il soggetto dello stesso Minney, fu prodotto da Darryl F. Zanuck per la 20th Century Pictures dal 1º novembre 1934 al 4 dicembre 1934.

### Colonna sonora
- Drink to Me Only with Thine Eyes - musica di R. Melish (1780)
- God Save the King! (1744)
- The British Grenadiers - tradizionale

## Distribuzione
Il film fu distribuito con il titolo Clive of India negli Stati Uniti dal 25 gennaio 1935 (première a New York il 17 gennaio) al cinema dalla United Artists.
Altre distribuzioni:
- in Messico il 2 aprile 1935 (Clive el conquistador de la India)
- in Svezia il 12 aprile 1935 (Indiens hjälte)
- in Francia il 2 maggio 1935 (Le conquérant des Indes)
- in Portogallo il 21 ottobre 1935 (A Conquista da Índia)
- in Danimarca il 30 ottobre 1935 (Helten fra Indien)
- in Turchia nel 1936 (Hindistan harbi kahramani)
- in Finlandia il 16 febbraio 1936
- in Austria nel 1937 (Kampf um Indien)
- in Germania nel 1937 (Kampf um Indien)
- in Brasile (A Conquista de um Império)
- in Venezuela (El conquistador de la India)
- in Grecia (O kataktitis)
- in Italia (Il conquistatore dell'India)

### Critica
Secondo il Morandini è un "filmone accademico e patriottico, affidato agli attori più che alla regia". Morandini segnala inoltre l'interpretazione di Colman.

## Promozione
Le tagline sono:
- "Adventure to make your heart pound! Romance that will quicken your pulse! Gallantry that will live evermore!".
- "Six words from a woman changed the map of Asia!".